# سانتا کلارا پوئبلو (نیومکزیکو)
سانتا کلارا پوئبلو(به انگلیسی: Santa Clara Pueblo) شهری در ایالت نیومکزیکو کشور ایالات متحده آمریکا است که جمعیت آن در سرشماری سال ۲۰۱۰ میلادی، ۱٬۰۱۸ نفر بوده‌است.

## موقعیت جغرافیایی
موقعیت جغرافیایی شهرها و مناطق اطراف به شرح زیر است: